# Chief Executive Officer
Chief Executive Officer (CEO) bezeichnet in vielen anglophonen Staaten ein geschäftsführendes Vorstandsmitglied (vgl. Geschäftsführer), einen Vorstandsvorsitzenden oder einen Generaldirektor (vgl.  Vorsitzender oder Präsident der Geschäftsleitung) eines Unternehmens oder allgemein dessen allein zeichnungsberechtigten Geschäftsführer. Gelegentlich werden angelsächsische Titulierungen wie diese im Zuge der Internationalisierung von Unternehmen im deutschsprachigen Raum verwendet, ohne dass sie jedoch eine handels- oder gesellschaftsrechtliche Relevanz besitzen.

## Begriff

### Deutschland
Für Personen, die deutsche Unternehmen führen oder in deutschen Unternehmen arbeiten, stellt CEO lediglich eine Zusatzbezeichnung dar, die rechtlich nicht relevant ist und die handels- und gesellschaftsrechtlich definierten Bedeutungen des Geschäftsführers oder Vorstandsvorsitzenden nicht berührt.

### Schweiz
Auch im Schweizer Handels- und Gesellschaftsrecht hat die Bezeichnung CEO keine Bedeutung. Er gilt lediglich als Funktionsumschreibung meist für den Geschäftsführer, wenn dieser in Personalunion als Vorsitzender oder Präsident der Geschäftsleitung amtiert.

### Österreich
Im österreichischen Recht hat der Begriff CEO keine weitere Bedeutung und wird lediglich als Zusatzbezeichnung angesehen.

## Unterschiedliche Bedeutung
Im britischen Englisch wird diese Position als Managing Director bezeichnet, was jedoch im US-amerikanischen Englisch mit einer niedrigeren (mittleren) Hierarchieebene assoziiert wird. In US-amerikanischen Unternehmen, in denen der Vorstand aus mehreren Personen besteht, wird das erste Vorstandsmitglied häufig als CEO bezeichnet, was dem deutschen Vorstandsvorsitzenden entspricht.
Auch in der Politik und in der öffentlichen Verwaltung kommt der Begriff CEO  vor. So hat der von der Zentralregierung des chinesischen Sonderdistrikts Hongkong ernannte Präsident oder Gouverneur in der englischen Übertragung die Amtsbezeichnung Chief Executive (Officer).
CEO und President sind zu unterscheiden vom Chairman of the Board (COB), der einem Aufsichtsratsvorsitzenden (Schweiz: Verwaltungsratspräsidenten) von Aktiengesellschaften oder einem Beiratsvorsitzenden von Unternehmen mit anderen Gesellschaftsformen entspricht (siehe auch Aufsichtsrat, Verwaltungsrat (Schweiz), Unternehmensbeirat). Allerdings ist in den USA der CEO meistens gleichzeitig auch Chairman of the Board, während diese Positionen in Kanada voneinander getrennt sind.
Abzugrenzen von dem an der Gremiumsspitze stehenden CEO ist auch der C.O oder CxO, der Chief … Officer, der ein normales Mitglied des Vorstandes ist und in dieser Funktion für meist ein bestimmtes Fachgebiet (etwa als Chief Financial Officer (CFO) für Finanzen) zuständig ist.